# Kahlen Rondot
Kahlen Rondot, nekdanji ameriški fotomodel, * 19. december 1983, Broken Arrow, Oklahoma, Združene države Amerike.
Obiskovala je srednjo šolo Broken Arrow v domačem kraju, obiskovala je tudi Barbizon Modeling in Acting Center v Tulsi (Oklahoma). Ko se je odločila za poziranje in oblikovanje, se je prijavila na resničnostni šov Ameriški super model, četrti krog. Sodniki so jo večkrat primerjali z estonskim modelom Carmen Kass. Prišla je do finalnega izbora, kjer pa je zmagala Naima Mora.
Rondot kljub porazu ni zaključila svoje kariere. Pozirala je za različne revije, kot so ElleGirl Magazine, US Weekly Magazine in Vice Magazine ter v oglasih, med njimi za znamko oblačil Shumaq in avtomobilskega proizvajalca Ford. Trenutno se ne ukvarja s poziranjem in dela v baru v New Yorku.
1. ↑  Person Profile // Internet Movie Database — 1990.